# Kecamatan Kabaena Barat
Kecamatan Kabaena Barat är ett distrikt i Indonesien.   Det ligger i provinsen Sulawesi Tenggara, i den centrala delen av landet, 1 700 km öster om huvudstaden Jakarta. Kecamatan Kabaena Barat ligger på ön Pulau Kabaena.